# جورج لويس بيكر
جورج لويس بيكر (بالإنجليزية: George Luis Baker)‏ هو سياسي أمريكي، ولد في 23 أغسطس 1868 في الولايات المتحدة، وتوفي في 16 مايو 1941 في نفس البلد. حزبياً، نشط في الحزب الديمقراطي.